# Cyrtognatha pachygnathoides
Cyrtognatha pachygnathoides là một loài nhện trong họ Tetragnathidae.
Loài này thuộc chi Cyrtognatha. Cyrtognatha pachygnathoides được Octavius Pickard-Cambridge miêu tả năm 1894.